# Onitis sphinx
Onitis sphinx är en skalbaggsart som beskrevs av Fabricius 1775. Onitis sphinx ingår i släktet Onitis och familjen bladhorningar. Inga underarter finns listade i Catalogue of Life.